# Дюфир
Дюфир (нем. Düvier) — община в Германии, в земле Мекленбург-Передняя Померания.
Входит в состав района Деммин. Подчиняется управлению Пенеталь/Лойц.  Население составляет 516 человек (на 31 декабря 2010 года). Занимает площадь 26,57 км².
Община подразделяется на 4 сельских округа.